# Diogo Feio
Diogo Nuno de Gouveia Torres Feio (ur. 6 października 1970 w Porto) – portugalski adwokat i polityk, przewodniczący frakcji CDS/PP w Zgromadzeniu Republiki (2005–2009), poseł do Parlamentu Europejskiego.

## Życiorys
Uzyskał licencjat oraz doktorat z dziedziny prawa (na Portugalskim Uniwersytecie Katolickim oraz na Wydziale Prawa Uniwersytetu w Coimbrze). Był wykładowcą uniwersyteckim. Jest także adwokatem, należy do stowarzyszenia adwokackiego "José Pedro Aguiar Branco e Associados". Opublikował kilka prac naukowych.
W 2002 uzyskał mandat posła do Zgromadzenia Republiki z listy Partii Ludowej. Pełnił obowiązki wiceprzewodniczącego klubu poselskiego CDS/PP. W XV rządzie kierowanym przez PSD sprawował funkcję sekretarza stanu w Ministerstwie Oświaty. W 2005 ponownie wybrany (w okręgu Porto), stanął na czele frakcji swojego ugrupowania. W wyborach w 2009 uzyskał jeden z dwóch mandatów CDS/PP do Parlamentu Europejskiego. W PE zasiadał do 2014.

## Wybrane publikacje
- O Enquadramento da Substituição Fiscal sem Retenção na Fonte na Legislação Fiscal (2001)
- A Substituição Fiscal e a Retenção na Fonte": (O caso Específico dos Impostos sobre o Rendimento (2001)
- Jurisdição Penal Infornacional": a sua Evolução (2001)